# Шидловка (Волоконовский район)
Шидловка — село в Волоконовском районе Белгородской области России. Административный центр Шидловского сельского поселения.

## География
Село расположено в восточной части Белгородской области, у истока реки Волчьей, в 14,5 км по прямой к северо-западу от районного центра Волоконовки. К селу непосредственно примыкают соседние населённые пункты — посёлки Новый на западе и Новоалександровка на юге.

## История

### Происхождение название
Село Шидловка основано в 1920-х годах недалеко от бывшего имения помещика Шидловского, отсюда и получило своё название.

### Исторический очерк
Земли, на которых сейчас расположено село Шидловка и близлежащие населённые пункты во времена Российской империи принадлежали помещикам Шидловскому и Бибикову. После Октябрьской революции земля этих помещиков была передана в распоряжение Волоконовской волости. В 1920 году землю раздали крестьянам.
В 1932 году в селе Шидловка был организован колхоз им.Калинина, в 1934 году хозяйство было укрупнено за счёт присоединения трёх соседних колхозов. Новое коллективное хозяйство получило название колхоз им.Ворошилова и уже в ближайшие годы стало лидером Стахановского движения.
В 1954 году колхоз им.Ворошилова был укрупнён за счёт присоединения земель села Афоньевки, новый колхоз назвали «Родина».
В 1987 году в центре села открыт обелиск воинам-землякам, погибшим в годы Великой Отечественной войны.

## Население
| 2002 | 2010 |
| ---- | ---- |
| 382  | ↘321 |